# Solaris (оперативни систем)
Соларис је оперативни систем кога је развила компанија Sun Microsystems. Сертификован је као верзија јуникса. Иако је у питању махом власнички софтвер, велики број основних компоненти је објављен под лиценцом отвореног кода, под називом ОпенСоларис.